# شرکت مصالح ولکان
ولکن (انگلیسی: Vulcan) شرکت مصالح ساختمانی آمریکایی است، که در سالر۱۹۰۹ تأسیس شد.